# Tysiąc słów
Tysiąc słów (ang. A Thousand Words) – amerykański komediodramat z 2012 roku w reżyserii Briana Robbinsa. Wyprodukowany przez Paramount Pictures i DreamWorks Pictures.

## Opis fabuły
Jack McCall (Eddie Murphy) pracuje jako agent w wydawnictwie literackim. Kłamie jak z nut, żeby tylko dopiąć swego. Nagle dowiaduje się od pewnego duchownego, wobec którego nie był szczery, że gdy wypowie tysiąc słów, to... umrze. Każde słowo skraca jego życie, musi więc zapanować nad słowotokiem.

## Obsada
- Eddie Murphy jako Jack McCall
- Cliff Curtis jako Dr. Sinja
- Clark Duke as Aaron Wisenberger
- Kerry Washington as Caroline McCall
- Allison Janney as Samantha Davis
- Kayla Blake as Emily
- Lennie Loftin as Robert Gilmore
- Ruby Dee as Annie McCall

i inni